# Patagonische fuut
De Patagonische fuut (Podiceps gallardoi) is een watervogel uit de familie van de  Podicipedidae. De wetenschappelijke naam van de soort is voor het eerst geldig gepubliceerd in 1974 door Rumboll.

## Kenmerken
Het verenkleed van deze fuut is contrasterend zwart en wit, met een kaneelbruine en zwarte kuif, alsook een fijne, spitse snavel. Dit is voor beide geslachten gelijk. De lichaamslengte bedraagt 34 cm en het gewicht 500 gram.

## Leefwijze
Tijdens de balts zwemmen beide partners op elkaar toe en pikken in de lucht, waarbij ze met de kop wilde op en neer gaande bewegingen maken. Ze zijn gevoelig voor watervervuiling en verstoring tijdens het broedseizoen. Het dier is een standvogel.

## Verspreiding en leefgebied
Deze soort komt voor in zuidelijk Zuid-Amerika in moerassen en stilstaande wateren, alsook aan zeekusten. Ze broeden in kolonies op enkele afgelegen meren, met een rijke oevervegetatie  in de oostelijke uitlopers van de Andes op 500 tot 1200 m boven zeeniveau in Patagonië. ’s Winters zoeken ze beschutte baaien langs de oostkust van Argentinië op.

## Status
De grootte van de populatie werd op grond van tellingen uit 2015/18 door BirdLife International geschat op 650-800 volwassen individuen en de populatie-aantallen nemen af door habitatverlies. Het leefgebied wordt aangetast door overbeweiding door schapen, waardoor de oevervegetaties veranderen of verdwijnen. Daardoor worden de populaties ook kwetsbaarder door predatie door kelpmeeuwen en asregens door vulkaanuitbarstingen. Om deze redenen staat deze soort als ernstig bedreigd (kritiek) op de Rode Lijst van de IUCN.